# Franz Essel
Franz Essel (* 31. Januar 1909 als Franz Ernst Essel in Wien; † 5. Oktober 1973) war ein österreichischer Film- und Theaterschauspieler, Theaterregisseur, Spielleiter und Hörspielsprecher.

## Leben

### Ausbildung und Theater
Franz Essel besuchte das Gymnasium in seiner Geburtsstadt Wien. Er erhielt privaten Schauspielunterricht bei dem Burgschauspieler und Regisseur Josef Danegger (1865–1933). Sein Debüt als Theaterschauspieler gab er 1930 am Landestheater Neustrelitz als jugendlicher Held Ferdinand in Kabale und Liebe. Er hatte vor dem Zweiten Weltkrieg verschiedene Theaterengagements, u. a. am Landestheater Neustrelitz (ab 1930), am Stadttheater Königsberg (als Opernregisseur), in Berlin, in Wien und am Stadttheater Teplitz-Schönau (1942).
1933 spielte Essel in einer Produktion der „Nationalsozialistischen Kampfbühne Magdeburg“ den SA-Mann Heinz Schulte in dem NS-Propaganda-Stück Die letzte Schicht von Hanns Trautner. 1936 war er in einer Produktion der „Reichsautobahn-Bühne“ der NS-Gemeinschaft „Kraft durch Freude“ mit dem Stück Krach um Jolanthe, in dem er „den schwärmende[n], der rauen, aber auch herzhaften Wirklichkeit so ferne[n]“ Lehrer Meiners spielte, auf Tournee. 1937 folgte eine Tournee-Produktion der „Reichsautobahn-Bühne“, bei der Essel die Rolle des Schreibers Licht in Der zerbrochne Krug übernahm. Anschließend war er im Frühjahr und Sommer 1937 als Valère in Der Tartüff mit der „Reichautobahn-Bühne“ auf Tournee.
In der Spielzeit 1937/38 war er am Niederschlesischen Landestheater Jauer i. Schl. als Spielleiter des Schauspiels und Schauspieler und gleichzeitig bei der „Reichsautobahnbühne“ der NS-Gemeinschaft „Kraft durch Freude“ als Schauspieler engagiert.
In der Spielzeit 1938/39 spielte er am Stadttheater Innsbruck (damals Städtische Bühne Innsbruck) den Hortensio in der Shakespeare-Komödie Der Widerspenstigen Zähmung. Im November 1938 übernahm er die Rolle des Herzogs von Braunschweig in der Innsbrucker Erstaufführung des historischen Schauspiels Das Frühstück zu Rudolstadt von Rudolf Presber. Im Jänner 1939 spielte er „in ausgezeichneter Weise“, den Kammerdiener Jean, „dichterisch vielleicht die gelungenste Figur der Komödie“, in der Innsbrucker Erstaufführung der Komödie Aimée oder der gesunde Menschenverstand von Heinz Coubier. Im Februar 1939 übernahm er die Rolle des Bankiers Adams in der Innsbrucker Erstaufführung des Theaterstücks Thomas Paine von Hanns Johst. Ab Mai 1939 war Franz Essel an der Städtischen Bühne Innsbruck als Gymnasialprofessor Wasner, „dem er einen grandiosen satirischen Zug gab“, in einer Neuinszenierung der Komödie Moral von Ludwig Thoma zu sehen.
1940 trat er mehrfach im „Simpl“ in Wien auf. In der Winterspielzeit 1940/41 spielte er am Theater in der Praterstraße in der Singspieloperette Axel an der Himmelstür. Im März 1941 war er in Wien in der Titelrolle der vom NS-Fliegerkorps durchgeführten Komödie Der Marsmensch von Wien zu sehen. Im April 1941 wirkte er am Wiener Raimundtheater in der Uraufführung der Operette Der Reiter der Kaiserin von August Pepöck mit. In der Spielzeit 1942/43 war er an den Städtischen Bühnen in Teplitz-Schönau als Höfling Thameisel in der Uraufführung von Robert Hohlbaums tragischer Komödie Gewitter im Vormärz zu sehen.
Nach dem Zweiten Weltkrieg arbeitete er in Deutschland und Österreich als Theaterschauspieler und Theaterregisseur. Im Mai 1946 spielte er in einer Produktion der Wiener „Gastspieldirektion Ignaz Brantner“ in dem Wiener Singspiel Fahr’n ma, Euer Gnaden von Oskar Weber (Musik: Karl Hieß) im Theresiensaal in Linz den reichen Deutsch-Amerikaner Theodor Kreisler. Anschließend war er an der Wiener Renaissancebühne engagiert. 1947 inszenierte er in Villach.
Ab 1947 war er bis 1949 als Regisseur, Charakterspieler und Charakterkomiker am Stadttheater Leoben engagiert, wo er im März 1947 als Fiaker Gschwandner in Fahr’n ma, Euer Gnaden debütierte. Im März 1947 übernahm er am Stadttheater Leoben auch den Ritter Fridolin von Gumpendorf in einer Neuinszenierung der Operette Die gold’ne Meisterin. In Emilia Galotti, seiner ersten eigenen Inszenierung am Stadttheater Leoben, die Ende März 1947 ihre Premiere hatte, übernahm er auch die Rolle des Angelo. Anschließend übernahm Essel die Regie bei der Neuinszenierung der Komödie Helden, die im April 1947 ihre Premiere hatte. Im Mai 1947 stand er als Tito in der Premiere der Komödie Scampolo von Dario Niccodemi auf der Bühne und führte Regie bei Nikolai Gogols Komödie Die Brautfahrt zu Petersburg. Zur Spielzeiteröffnung 1947/48 inszenierte Essel am Stadttheater Leoben Maria Stuart und übernahm selbst die Rolle des Leicester. In seiner Bunbury-Inszenierung, die im Oktober 1947 ihre Premiere hatte, übernahm er die Rolle des Algernon. Anschließend übernahm er die Regie bei der Premiere des Volksstücks Der Meineidbauer, in dem er selbst den Jakob „mit erschütternder Tragik“ gestaltete. Im Dezember 1947 übernahm er, „außerordentlich komisch“, den Baron Weps in einer Neuinszenierung der Operette Der Vogelhändler. Im Februar 1948 übernahm er den Titus Feuerfuchs in einer Neuinszenierung der Posse Der Talisman von Johann Nestroy. Im März 1948 war er als Mephisto in einer Neuinszenierung des Faust besetzt. Im Mai 1948 war er der Regisseur bei einer Neuinszenierung der Shakespeare-Komödie Was ihr wollt, in der er auch die Rolle des Haushofmeisters Malvolio übernahm.
Ab der Spielzeit 1948/49 war er am Stadttheater Leoben als Oberspielleiter des Schauspiels und der Oper engagiert. Er inszenierte unter anderem in Villach (1947), später dann auch in Stuttgart (ab 1950) und Schwäbisch Hall (1954). Essel war in der Spielzeit 1948/49 u. a. als Fürst Ypsheim-Gindelbach in der Operette Wiener Blut zu sehen. Außerdem inszenierte er die Oper Tosca. Im Jänner 1949 spielte er, an der Seite von Ewald Balser, den Kulturleiter Dr. Schmidt-Lausitz in Des Teufels General. Im Februar 1949 übernahm Essel die Regie bei der Premiere des Nestroy-Volksstücks Lumpaci vagabundus, in dem er auch selbst den Schneidergesell Zwirn spielte. Ende Februar 1949 folgte Essels Neuinszenierung von Der zerbrochne Krug, wo er selbst als Dorfrichter Adam auf der Bühne stand. Im März 1949 gastierte er, gemeinsam mit dem Ensemble des Stadttheaters Leoben, als Enterich in der Operette Der Bettelstudent in Knittelfeld und spielte am Stadttheater Leoben an der Seite von Annie Rosar in der Komödie Das Kuckucksei von Walter Firner. Im April 1949 war Essel in der Rolle des Schünzl neben Siegfried Breuer in dem musikalischen Lustspiel Arm wie eine Kirchenmaus von Ludwig Schmidseder zu sehen. Im Mai 1949 war Essel als Thoas in einer Neuinszenierung von Iphigenie auf Tauris, bei der er selbst Regie führte, zu sehen.
Im Juli 1949 führte er im Rahmen der Theaterinitiative des Obersteierischen Kulturbundes Regie bei einer Inszenierung des Jedermann in der Salzburger Festspielfassung bei einer Freilichtaufführung vor der Stadtpfarrkirche St. Xaver in Leoben. Attila Hörbiger war Stargast dieser Aufführungen, Essel übernahm die Rolle des Mammon.
In der Theatersaison 1949/50 war er kurzzeitig mit seinen drei Leobener Schauspielkollegen Gertie Sitte-Dafert, Hans Dafert und Walter Hauttmann beim Kabarett „Die Großen Vier“ aktiv, bevor er Leoben verließ, um ein Engagement in Stuttgart anzunehmen.
Ab 1950 wirkte Essel als Schauspieler und Regisseur an Stuttgarter Bühnen. 1950 war er am „Jungen Theater Stuttgart“ in den musikalischen Lustspiel Der Mann mit dem Zylinderhut von Just Scheu und Ernst Nebhut zu sehen. 1950/51 gestaltete er bei mehreren szenischen Vortragsabenden „glaubhaft und unaufdringlich die Rolle des ungefügen und doch seinem Weggefährten gegenüber so anschmiegsamen und dankbaren“ sowie „naiv-sensiblen, schwachsinnigen Farmarbeiters“ Lennie Small in John Steinbecks Von Mäusen und Menschen.
1951 wirkte er am „Jungen Theater Stuttgart“ in dem Lustspiel Edouards Kinder von Marc-Gilbert Sauvajon mit. Im Mai 1951 inszenierte er am „Jungen Theater Stuttgart“ die Uraufführung des Schauspiels Oberleutnant Achilles von Hermann Roßmann, in der er auch als Schauspieler als Oberst im Führerhauptquartier zu sehen war. Zum Saisonbeginn 1951/52 inszenierte er als Produktion des „Jungen Theaters Stuttgart“ im Theatersaal des Hotel Marquardt mit Eva Köhrer in der Titelrolle die Komödie Ninotschka von Melchior Lengyel.
Von 1950 bis 1955 übernahm er als Darsteller an der Stuttgarter Komödie im Marquardt unter anderem die Titelrolle in Volpone, den Malvolio in Was ihr wollt, den Amtsvorsteher Wehrhahn in Der Biberpelz und den Graf Barrenkrona in Kolportage von Georg Kaiser. Als Regisseur inszenierte er an der Komödie im Marquardt unter anderem die beiden Theaterstücke Die Glasmenagerie und Der steinerne Engel von Tennessee Williams, die Komödie Die Probe oder Die bestrafte Liebe von Jean Anouilh, die Komödie Die Brautfahrt zu Petersburg von Nikolai Gogol und den Einakter Der Apollo von Bellac von Jean Giraudoux. 
Ab der Spielzeit 1955/56 war Essel bis in die 60er Jahre hinein weiterhin ohne Unterbrechung als Schauspieler an der Komödie im Marquardt engagiert.
Mit Aglaja Schmid und Leopold Rudolf spielte er 1954 am Wiener Theater in der Josefstadt die Rolle des norddeutschen Barons Neuhoff in Hugo von Hofmannsthals Komödie Der Schwierige. 1954 trat er am Theater in der Josefstadt neben Gustav Waldau, Helmuth Lohner, Bruno Dallansky und Nicole Heesters auch als Graf Kattwald in dem Lustspiel Weh dem, der lügt! auf.
Ab der Spielzeit 1963/64 war er für drei Spielzeiten als Schauspieler und Regisseur am Stadttheater Bremerhaven verpflichtet. In der Spielzeit 1964/65 gastierte er als Schauspieler außerdem am „Berliner Theater“. In der Spielzeit 1966/67 war Essel als Schauspieler am Landestheater Linz verpflichtet. In seinem letzten Festengagement am Theater gehörte Essel ab der Spielzeit 1967/68 bis zum Ende der Spielzeit 1970/71 zum Schauspielensemble am Stadttheater Bremerhaven.
Essel war seit 1930 Mitglied in der Genossenschaft Deutscher Bühnen-Angehöriger.

### Film und Hörspiel
Essel war in den 1950er Jahren und 1960er Jahren auch in mehreren Filmen und Fernsehspielen zu sehen. Dabei wurde er schwerpunktmäßig in prägnanten Nebenrollen eingesetzt. Unter der Regie von Alfred Weidenmann spielte er als Partner von O. E. Hasse die Rolle des Beckmann in dessen Spielfilm Canaris (1954) und den Staatsanwalt in dem Kriminalfilm Alibi (1955) mit dem jungen Hardy Krüger in der Hauptrolle. In Harald Brauns Der letzte Mann (1955), ein Remake des Stummfilmklassikers Der letzte Mann von Friedrich Wilhelm Murnau, übernahm er, an der Seite von Hans Albers, die Rolle des Empfangschefs Pichler. In der Märchenverfilmung Rübezahl – Herr der Berge (1957) spielte er als mächtiger, riesengroßer Berggeist Rübezahl die Titelrolle.
Essel wirkte in den 1950er Jahren auch als Sprecher und Regisseur bei mehreren Hörspielen mit, beispielsweise Der Nächste bitte (NWDR 1953, als Autor und Regisseur) und Alexander von Athen (NWDR 1955). In dem Hörspiel Eduard und Caroline (1954/55) nach der Boulevardkomödie von Félicien Marceau sprach er die Rolle des Onkels Claude Beauchamps. Seine Partner in diesem als musikalisches Lustspiel konzipierten Hörspiels waren Erik Schumann, Margot Hielscher, Willi Reichmann und Paul Hoffmann. Außerdem wirkte er 1954/55 in einer kleineren Rolle in dem Hörspiel Der große Verzicht nach dem Schauspiel von Reinhold Schneider mit (Regie: Wilhelm Semmelroth; Musik: Winfried Zillig; Partner unter anderem Paul Bildt und Rolf Henniger). Im Juni 1954 war Essel beim Norddeutschen Rundfunk in dem Hörspiel Sarajewo von Erwin Wickert zu hören; eine seiner Partnerinnen war Olga von Togni.

## Filmografie
- 1950: Schuß durchs Fenster
- 1954: Canaris
- 1955: Unruhige Nacht
- 1955: Der letzte Mann
- 1955: 08/15 in der Heimat
- 1955: Alibi
- 1956: Schmutzige Hände
- 1957: Rübezahl – Herr der Berge
- 1958: Der Arzt von Stalingrad
- 1958: Die Bekehrung des Ferdys Pistora
- 1958: Glaube, Liebe, Hoffnung
- 1961: Schweyk im zweiten Weltkrieg
- 1963: Dantons Tod
- 1963: Lady Lobsters Bräutigam